# Erik Groch
Erik Jakub Groch (* 25. dubna 1957, Košice) je slovenský básník, knižní grafik a vydavatel.

## Životopis
Studoval na gymnáziu v Košicích a po ukončení studií vystřídal několik zaměstnání. Do roku 1989 působil v prostředí košického uměleckého undergroundu. Na přelomu 70. a 80. let se převážně s Marcelem Strýkem podílel na vydávání samizdatových literárních sborníků Trinásta komnata a Nacelle.
V listopadu 1989 a bezprostředně po něm aktivně vystupoval za Občanské fórum v Košicích. V letech 1991 až 1992 byl spoluzakladatelem a spolueditorom literárního almanachu Tichá voda I - III. V roce 1990 pracoval jako redaktor obnoveného týdeníku Kultúrny život, v roce 1992 si založil vlastní vydavatelství, které později nazval Knižná dielňa Timotej.

## Dílo

### Poezie
- 1985 – Súkromné hodiny smútku (původně samizdatové vydání, v roce 1989 vyšlo přepracované oficiální vydání av roce 2000 reedice ve zkráceném autorském výběru)
- 1991 – Baba Jaga: Žalospevy
- 1992 – Bratsestra
- 1999 – Súkromné hodiny smútku
- 2000 – To
- 2001 – L´acinéma
- 2005 – Druhá naivita / Zobrané a nové básne a príbehy
- 2006 – Em
- 2006 – Píšťalkár
- 2007 – Infinity
- 2009 – Ábé, Aha a spol.

### Tvorba pro děti
- 2001 – Tuláčik a Klára

### Rozhlasová tvorba
- 1987 – Cililink
- 1988 – Rozprávkolamy alebo Čo je čo a čo čo nie je
- 1989 – Tuláčik a Klára